# 梶原トンネル
梶原トンネル（かじわらトンネル）は、名神高速道路の大山崎JCT/ICから高槻JCT/IC間にある道路トンネル。

## 概要
大阪府高槻市梶原と三島郡島本町桜井間を貫く。なおトンネル名は“かじわら”だが実際の地名は“かじはら”である。
- 梶原第二トンネル
  - 上り線左ルート：180m
  - 上り線右ルート：176m
  - 下り線右ルート：147m
- 梶原トンネル
  - 下り線左ルート：867m
- 梶原第一トンネル
  - 上り線左ルート：703m
  - 上り線右ルート：714m
  - 下り線右ルート：798m

の7本のトンネルに細分される。下り線左ルート以外は2本のトンネルを連続してくぐり抜けることとなる。いずれも二車線分の幅員となっている。
天王山トンネル同様、上下線とも左ルートと右ルートにわかれた形で4車線ずつの8車線である。上下線左ルートのトンネルは新たに建設されたトンネルであり、元来あったトンネル2本は上下線右ルートとして利用されている。
天王山トンネルやこのトンネルを先頭に渋滞が多発したことから、1998年に車線数が倍増され現在に至る。拡幅する以前よりは渋滞発生回数が減少しているが、その後大山崎IC/JCTと高槻IC/JCTがそれぞれ開設されたことで、再び渋滞発生回数が増加したものの、車線数倍増以前と比較すれば渋滞日数や渋滞距離は大幅に改善されている。

## 歴史
- 1963年7月16日 - 栗東IC - 尼崎IC間開通に伴い供用開始。（現在の上下線右ルート）
- 19xx年 京都南IC - 吹田IC間拡幅工事着工、新トンネル（現在の上下線左ルート）掘削開始。
- 19xx年 第一トンネルの天井板撤去。換気方式がジェットファン方式になる。
- 1995年10月23日 - 1998年3月10日：新トンネル（天王山・梶原トンネル）完成。従来の天王山・梶原トンネルのリフレッシュ工事の為、暫定的に現上り線左ルートを上り線、同右ルートを下り線として供用開始。なお渋滞緩和の為、この時から拡幅工事完成までの間、上り線トンネルを3車線で供用していた[1] 。
- 1998年3月11日  -  1998年4月3日：従来の天王山・梶原トンネルのリフレッシュ工事完了に伴う、車線切り替え工事。この時、上り線左ルートを3車線→2車線とした。
- 1998年4月4日 - トンネル部分を上下線左右ルートで供用開始。
- 1998年7月19日 - 京都南IC - 吹田IC拡幅工事完了。